# Juha Ylönen
Juha Petteri Ylönen (* 13. Februar 1972 in Helsinki) ist ein ehemaliger  finnischer Eishockeyspieler, der in seiner aktiven Karriere von 1989 bis 2004 unter anderem für die Phoenix Coyotes, Tampa Bay Lightning und Ottawa Senators in der National Hockey League gespielt hat.   

## Karriere
Juha Ylönen begann seine Karriere als Eishockeyspieler bei den Espoo Blues, für die er von 1989 bis 1991 in der I divisioona aktiv war. Anschließend wurde er im NHL Entry Draft 1991 in der fünften Runde als insgesamt 91. Spieler von den Winnipeg Jets ausgewählt. Zunächst spielte er jedoch zwei Jahre lang für HPK Hämeenlinna, mit dem er 1993 Vizemeister wurde, sowie für Jokerit Helsinki, für die er von 1993 bis 1996 auflief und mit dem er in der Saison 1993/94 erstmals Finnischer Meister wurde. Diesen Erfolg konnte er mit seiner Mannschaft in der Spielzeit 1995/96 wiederholen. Zudem gewann der Angreifer 1995 und 1996 den Europapokal mit Jokerit und wurde 1995 Vizemeister. 
Von 1996 bis 2001 stand Ylönen für die Phoenix Coyotes auf dem Eis, die zuvor die Rechte am Spieler von dem umgesiedelten Winnipeg Jets erhalten hatten. Nach einer Saison bei den Tampa Bay Lightning, sowie den Ottawa Senators kehrte der Linksschütze im Sommer 2002 in seine finnische Heimat zurück, wo er 2004 seine Karriere bei den Espoo Blues beendete.   

### International
Für Finnland nahm Ylönen an den U20-Junioren-Weltmeisterschaften 1991 und 1992, sowie den Weltmeisterschaften 1995, 1996, 2001 und 2003 teil. Des Weiteren stand er im Aufgebot Finnlands bei den Olympischen Winterspielen 1998 in Nagano und 2002 in Salt Lake City.

## Erfolge und Auszeichnungen
| - 1992 SM-liiga All-Rookie-Team - 1993 Finnischer Vizemeister mit HPK Hämeenlinna - 1994 Finnischer Meister mit Jokerit Helsinki - 1995 Gewinn des Europapokals mit Jokerit Helsinki | - 1995 Finnischer Vizemeister mit Jokerit Helsinki - 1996 Gewinn des Europapokals mit Jokerit Helsinki - 1996 Finnischer Meister mit Jokerit Helsinki |

### International
- 1995 Goldmedaille bei der Weltmeisterschaft
- 1998 Bronzemedaille bei den Olympischen Winterspielen
- 2001 Silbermedaille bei der Weltmeisterschaft
- 2001 Topscorer bei der Weltmeisterschaft